# Loreley (Schiff, 1859)
Die Loreley war ein Aviso der Preußischen und der Kaiserlichen Marine. Das 1859 vom Stapel gelaufene Schiff nahm am Deutsch-Dänischen und am Deutschen Krieg teil und war lange Zeit als Stationsschiff im Nahen Osten tätig. Von 1870 bis 1873 erfolgte ein Komplettumbau auf der Kaiserlichen Werft in Wilhelmshaven. Der Aviso wurde 1896 außer Dienst gestellt und verkauft.

## Geschichte

### Entwicklung und Bau

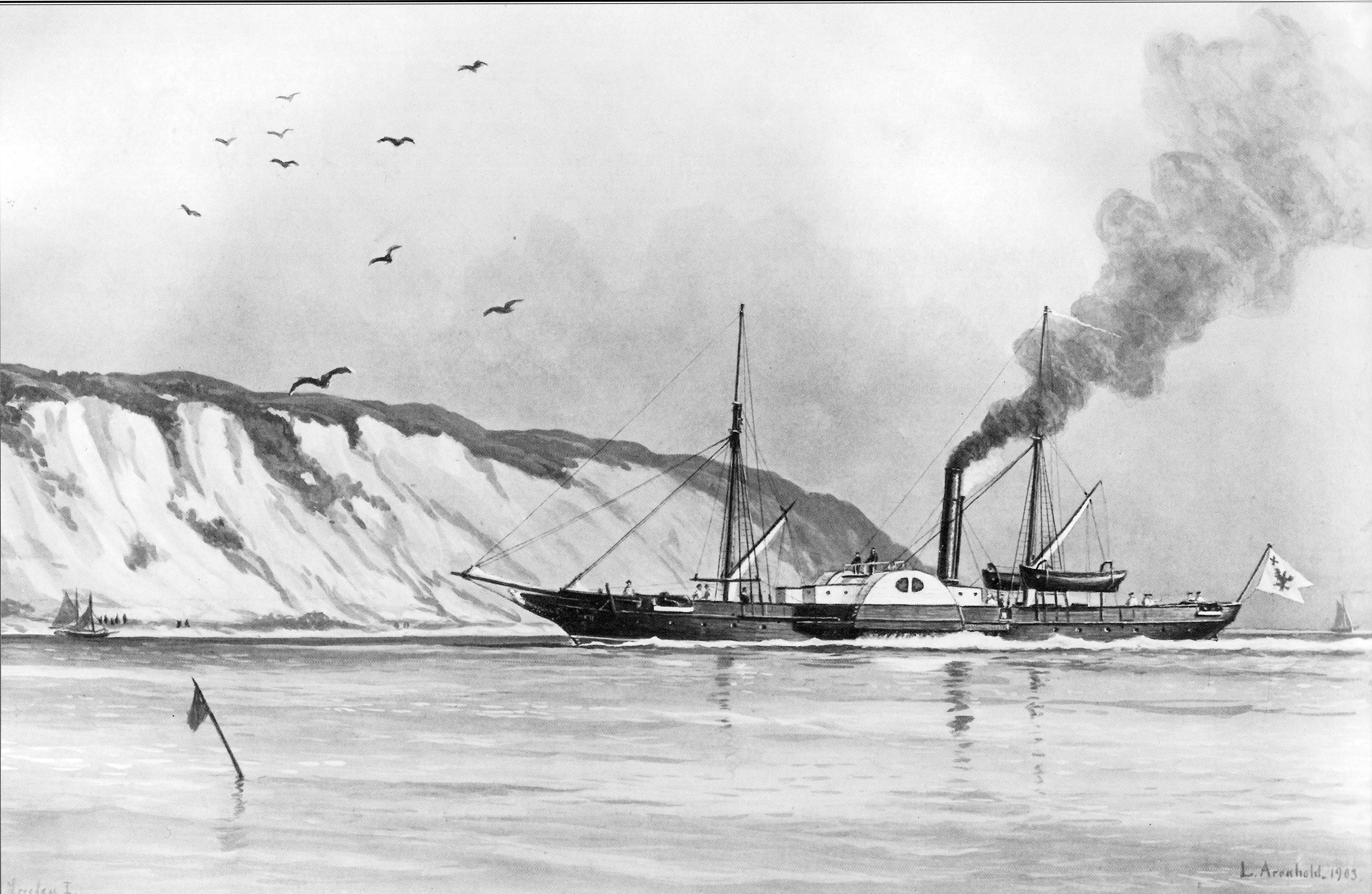
Gemälde der Loreley von Lüder Arenhold 1905.

1855 erwarb die preußische Marine die Fregatte Thetis im Tausch gegen die beiden Radavisos Nix und Salamander von der britischen Royal Navy. Dadurch mangelte es an einem kleineren maschinengetriebenen Schiff, das den Ruderkanonenschaluppen und -jollen als Führerschiff im Kriegsfall dienen konnte. Die 1856 in Auftrag gegebene Grille war für diesen Zweck ungeeignet, da als königliche Yacht geplant. Die Technische Abteilung der Admiralität konstruierte daher 1857 einen Entwurf für einen radgetriebenen Aviso. Sowohl von der Verwendung eines Schraubenantriebs als auch eines eisernen Rumpfes sah man aufgrund von Bedenken zur Verwendbarkeit ab. Die mit dem Bau beauftragte Königliche Werft in Danzig streckte am 1. Februar 1858 den Kiel des Schiffes. Die Benennung des Neubaus nach dem berühmten Loreleyfelsen wurde am 5. März durch eine „Allerhöchste Cabinettsordre“ festgelegt. Der Stapellauf erfolgte am 20. Mai 1859. Die Loreley wurde anschließend innerhalb von vier Monaten fertiggestellt. Die Gesamtkosten für den Neubau beliefen sich auf 103.000 Taler.

### Erste Einsatzzeit
Die erste Indienststellung des Radavisos fand am 28. September 1859 statt. Die durchgeführten Probefahrten zeigten, dass die Leistung der von der Maschinenfabrik der Preußischen Seehandlung in Berlin-Moabit gebauten Dampfmaschine geringer ausfiel als vertraglich gefordert. Trotz dessen erfolgte keine Nachbesserung. Nach kurzer Zeit wurde die Loreley wieder außer Dienst gestellt.

#### Erster Auslandsdienst
Die im Zuge des Risorgimentos in Italien herrschenden Unruhen und dem Vormarsch der Freischärler unter Giuseppe Garibaldi im Königreich beider Sizilien ließen den Schutz der dort lebenden Staatsangehörigen Preußens und anderer deutscher Bundesstaaten wünschenswert erscheinen. Die Loreley wurde daher am 23. Juli 1860 wieder aktiviert und für den Auslandseinsatz ausgerüstet. Als Bewaffnung kamen behelfsmäßig Kanonen an Bord, die 1848/49 auf der Preußischer Adler eingesetzt worden waren. Die beiden eigentlich für die Loreley bestimmten Geschütze hatte die Gießerei zu diesem Zeitpunkt noch nicht geliefert. Um notfalls deutsche Residenten evakuieren zu können, charterte die Marine den Schraubendampfer Ida von der Danziger Werft J. W. Klawitter. Neben der zivilen Besatzung erhielt das Schiff ein militärisches Kommando, bestehend aus einem Leutnant zur See I. Klasse, drei Maaten und fünf Matrosen, und wurde dem Kommandanten der Loreley, Korvettenkapitän Hans Kuhn, unterstellt.
Die Loreley lief am 31. Juli aus Danzig aus, die Ida folgte ihr am 9. August. Beide Schiffe trafen sich am 31. August vor Neapel. Am 7. September zogen Garibaldis Truppen in Neapel ein, nachdem König Franz II. und seine Frau Marie am Tag zuvor mit einem spanischen Kriegsschiff nach Gaeta geflohen waren. Die beiden preußischen Schiffe hatten in der Folge die preußische und die österreichische Gesandtschaft und zwei päpstliche Sekretäre ebenfalls nach Gaeta zu bringen. Für die Loreley folgte eine Fahrt nach Messina zur Überbringung eines Briefes des Königs an den dortigen Gouverneur. In Neapel zurück hatten beide Schiffe den ansässigen Deutschen Schutz vor den Kampfhandlungen zu geben. Dadurch zogen sie sich den Unwillen der Befürworter der italienischen Einigung zu.
Die Loreley erhielt im Oktober den Befehl zur Verlegung nach Griechenland und die Türkei. Zunächst lief der Aviso Piräus an. Da Preußen nach dem Ende des Krimkrieges das Recht zugesprochen wurde, auf der Sulinamündung dauerhaft ein Kriegsschiff zu stationieren, hatte die Loreley anschließend auch in das Schwarze Meer weiterzudampfen. Das Schiff stand im Juni 1861 der preußischen Gesandtschaft in Konstantinopel zur Verfügung. Dabei wurde auch eine Fahrt zum Berg Athos unternommen. Im Sommer 1862 trat die Loreley schließlich die Heimreise an. Am 7. August wurde der Radaviso auf dem Dänholm außer Dienst gestellt.

#### Deutsch-Dänischer Krieg
Ende des Jahres 1863 nahm die Gefahr eines erneuten Krieges mit Dänemark stetig zu. Die preußische Marine wurde daher am 8. Dezember in Kriegsbereitschaft versetzt. Neun Tage später erfolgte die organisatorische Zusammenfassung der Kanonenboote der Camaeleon- und der Jäger-Klasse sowie der Kanonenschaluppen und -jollen zu einer Flottille unter dem Kommando von Hans Kuhn, zu diesem Zeitpunkt bereits zum Kapitän zur See befördert. Als Flaggschiff für diesen in fünf Divisionen gegliederten Verband war die Loreley vorgesehen. Der Radaviso wurde nach Beginn des Deutsch-Dänischen Krieges am 21. Februar 1864 in Dienst gestellt und erhielt Swinemünde als Hauptliegehafen. Am 15. März führten die Loreley und drei der Kanonenbootsdivisionen Übungen in den Gewässern um Rügen durch. Ein für den nächsten Tag geplantes Manöver mit der I. Division, bestehend aus Comet, Hay, Hyäne, Pfeil, Scorpion und Wespe, musste wegen eines aufgekommenen Sturms dicht unter Land erfolgen.

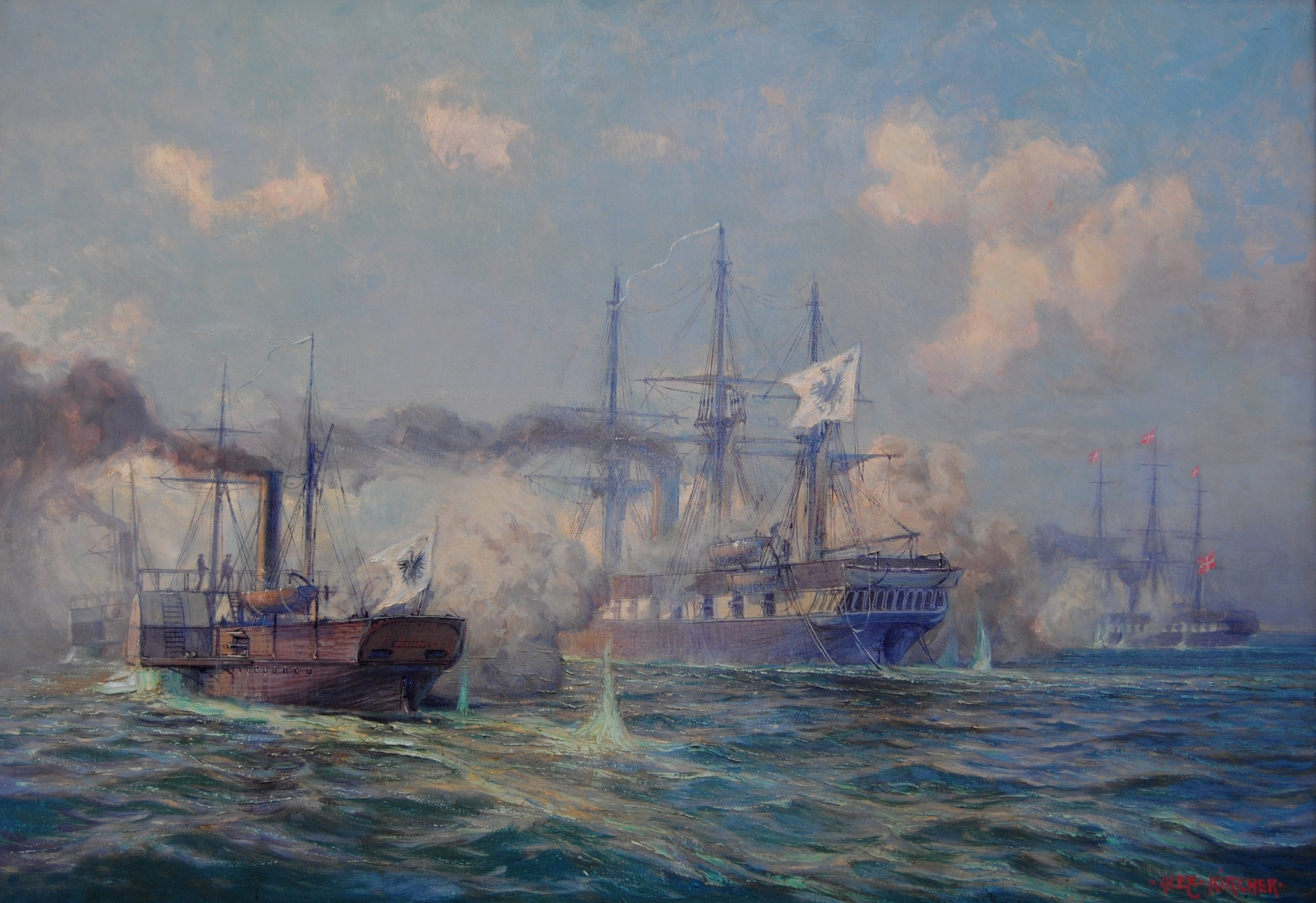
Loreley und Nymphe im Gefecht mit der Sjaelland, Gemälde von Alexander Kircher

Nach Stralsund zurückgekehrt, erhielt die Loreley vom Chef der Marinestation und Befehlshaber der Streitkräfte, Kapitän zur See Eduard Jachmann, den Befehl zum erneuten Auslaufen in die Gewässer östlich von Rügen. Dort waren am 16. März dänische Blockadeschiffe gesichtet, jedoch aufgrund der einbrechenden Dunkelheit nicht angegriffen worden. Die Loreley lief gemeinsam mit der I. Division sowie der zur III. Division gehörenden Sperber aus. Im Prorer Wiek sichtete der Aviso am 17. März vormittags die fünf dänischen Schiffe Skjold, Tordenskjold, Själland, Heimdal und Thor und meldete sie gegen 13 Uhr an Jachmann. Gegen 14.30 Uhr begann der Angriff der preußischen Schiffe auf die Dänen. Neben der Loreley waren die Nymphe sowie Jachmanns Flaggschiff Arcona an diesem Seegefecht direkt beteiligt, während die Kanonenboote aufgrund eines falsch verstandenen Befehls in Richtung Granitz vorstießen. Während des Gefechts erhielt die Loreley einen Treffer in den Davit des Steuerbord-Kutters. Dieser wurde dabei weggerissen und ein Mann der Besatzung getötet. Nach 16 Uhr wurde der Angriff abgebrochen. Die unterlegenen preußischen Schiffe konnten keinen Sieg erringen. Jedoch verhinderte das Gefecht die befürchtete enge dänische Blockade um die deutschen Häfen. Während die beiden Korvetten nach Swinemünde abliefen, steuerten die Loreley und die Kanonenboote wieder Stralsund an.
Bereits am 27. März wurde Prinz Adalbert von Preußen Befehlshaber der Seestreitkräfte. Zwei Tage später wurden alle Dampfkanonenboote in Stralsund zusammengezogen. Die vier in Dienst befindlichen Boote der Camaeleon-Klasse bildeten fortan die Reserve-Division. Am 14. April sowie erneut am 3. Juli geriet die III. Division, am 6. Mai die Reserve- und die I. Division in Gefechtsberührung mit dänischen Schiffen. Die Loreley war jedoch, obwohl weiterhin Führerschiff der Kanonenboote, an allen drei Gefechten nicht beteiligt. Jedoch führte der Aviso die am 5. Juni bei Swinemünde stattfindende Parade der Divisionen vor König Wilhelm I. an. Das Flottillenkommando wurde zum 31. August aufgelöst, nachdem bereits am 31. Mai und am 25. Juni mehrere Boote außer Dienst gestellt worden waren. Am 23. September wurde auch die Loreley in Danzig außer Dienst gestellt.

#### 1865 bis 1868
In den folgenden Jahren wurde der Aviso jeweils im Sommer aktiviert. Dabei war die Loreley auch während des Deutschen Krieges im Dienst, so etwa bei der Eroberung von Stade und bei der kampflosen Besetzung hannoverscher Küstenbatterien in der Emsmüdung am 22. Juni 1866. 1868 erfolgte zunächst ein kurzer Einsatz vom 21 April bis zum 6. Mai, ein weiterer folgte in diesem Jahr vom 13. Juli bis zum 1. November.

### Umbau
Zu Ende der 1860er Jahre machte der Zustand der Loreley eine umfangreiche Grundüberholung notwendig. Mit den Arbeiten wurde die neu gegründete Königliche Werft in Wilhelmshaven beauftragt, die sie unter der Baunummer 1 ausführte. Der Umbau war so umfassend, dass er amtlich sogar als „Neubau“ bezeichnet wurde. Tatsächlich fand aber keine Streichung der Loreley aus der Liste der Kriegsschiffe statt, es entstand also in dieser Hinsicht kein neues Schiff. 1870 begannen die Arbeiten am Schiff, das vor allem einen neuen mit Eisenspanten versehenen, aber holzbeplankten Rumpf erhielt. Aufgrund des Krieges gegen Frankreich kam es zu Verzögerungen, weshalb der Aviso erst am 19. August 1871 wieder zu Wasser gelassen werden konnte. Bis Anfang des Jahres 1873 wurde der Umbau fertiggestellt. Die Gesamtkosten beliefen sich auf 151.500 Taler.
Der Umfang der Arbeiten und die offizielle Bezeichnung als Neubau einerseits sowie die durchgängige Führung des Schiffs im Schiffsregister der Marine andererseits führen in der Fachpresse zu unterschiedlichen Einordnungen als Neu- oder Umbau. So spricht beispielsweise Erich Gröner von einem Umbau, der „fast nur der Entholzung“ diente.

### Zweite Einsatzzeit

#### Tender der Marinestation der Nordsee
Die Loreley konnte am 16. April 1873 wieder in Dienst gestellt werden. Der Aviso wurde der Marinestation der Nordsee als Tender zugeteilt. Im Juli und August diente das Schiff dem Kronprinzen Friedrich und seiner Familie während eines Aufenthaltes auf Föhr. Im September folgte eine Küstenbereisung, zu der sich Offiziere des Generalstabes an Bord befanden. Am 3. November wurde die Loreley wieder außer Dienst gestellt.
Vom 17. März 1874 wurde der Aviso wieder aktiviert und knapp fünf Jahre lang durchgängig als Tender der Marinestation der Nordsee in Dienst gehalten. Am 18. Juni 1878 erhielt die Loreley den Befehl, an der Bergung der vor Folkestone untergegangenen Großer Kurfürst mitzuwirken. Auch die Beisetzung der geborgenen Leichen hatte die Besatzung der Loreley zu überwachen. Nach Abschluss dieser Arbeiten war der Aviso am 21. September wieder in Wilhelmshaven zurück und nahm den Dienst als Tender wieder auf. Dieser endete vier Monate später am 23. Januar 1879.

#### Stationär in Konstantinopel
Im Frühjahr 1879 wurde die Loreley durch die Kaiserliche Werft Wilhelmshaven zum Stationär für Konstantinopel hergerichtet, wobei auch ein neuer Kessel eingebaut wurde. Die Mittelmeerstation war bis zu diesem Zeitpunkt nur gelegentlich besetzt worden, jedoch plante die Marine die dauerhafte Stationierung eines Kriegsschiffes. Dieses sollte auch der deutschen Botschaft zur Verfügung stehen. Nach der Indienststellung der Loreley am 1. Juli 1879 trat sie am 20. Juli die Ausreise an und erreichte am 30. August den Bosporus. Bis zum April 1880 erfolgte eine Rundreise durch das Stationsgebiet. Die Repräsentation des Deutschen Reiches, der Schutz und die Förderung seiner Wirtschaftsinteressen gehörten zu den Hauptaufgaben des Avisos. Entsprechend wurde auch im Jahr 1881 eine Rundreise unternommen.
Der Urabi-Aufstand und die britische Intervention in Ägypten führten 1882 zum Einsatz deutscher Schiffe im südöstlichen Mittelmeer und dem Roten Meer. Auch die Loreley fand im Krisengebiet Verwendung. Im Jahr 1883 unternahm der Aviso die üblichen Fahrten im Stationsgebiet, daneben auch mehrfach solche mit dem deutschen Botschafter Joseph Maria von Radowitz und seinen Gästen an Bord. Im November sollte die Loreley gemeinsam mit der Prinz Adalbert und der Sophie den Kronprinzen auf einer Spanienreise begleiten. Das Schiff verließ daher am 2. November seinen Liegeplatz vor Bujukdere und traf am 15. November mit den beiden anderen Einheiten in Genua zusammen. Im Golfe du Lion geriet der Verband in einen schweren Sturm, während dessen die Loreley von der Sophie in Schlepp genommen wurde. Dabei geriet eine Schlepptrosse in eines der Schaufelräder, wodurch die Loreley zu kentern drohte und beide Schiffe beidrehen mussten. Nachdem der Besatzung das Klarmachen des Schaufelrades gelungen war, konnte der Aviso am 22. November Valencia anlaufen. Die Loreley wurde aus dem Verband entlassen und steuerte Valletta an, das sie am 19. Dezember erreichte. An der dortigen Werft wurden in den folgenden Monaten die entstandenen Schäden repariert. Das Schiff war am 10. April 1884 im Bosporus zurück und versah wieder den üblichen Stationsdienst. Vom 20. Januar bis zum 12. Februar 1885 erfolgte ein weiterer Werftaufenthalt in Malta.
Ab 1886 hatten sich die im Nahen Osten ansässigen deutschen Wehrpflichtigen zur Erfassung in der Stammrolle an Bord der Loreley einzufinden. Zu diesem Zweck steuerte das Schiff unter anderem Rhodos, Zypern und die Levante an. Da in diesem Jahr die Gefahr eines Krieges zwischen Griechenland und dem Osmanischen Reich stieg, wurden von Seiten der Großmächte Blockademaßnahmen veranlasst. Der deutsche Botschafter und der Kommandant der Loreley, Kapitänleutnant Draeger, erhielten hingegen von Otto von Bismarck den Auftrag zum gemeinsamen Besuch des osmanischen Offizierslazarettes im Sultanspalast. Damit sollte die Sympathie des Deutschen Reiches aufgezeigt werden. Der Besuch sorgte jedoch auch bei ausländischen Regierungen für Aufsehen. Gegen Ende des Jahres lief die Loreley erneut Valletta an, um einer Grundüberholung unterzogen zu werden. Diese war am 20. April 1887 beendet.
Im Jahr 1888 wechselte die Loreley den ständigen Liegeplatz. Sie lag nun vor Therapia, wo der deutsche Botschafter seine neue Sommerresidenz hatte. Während der Wintermonate war jedoch weiterhin Pera der Hauptliegehafen des Schiffes. Vom 21. bis zum 30. Oktober 1889 gehörte die Loreley zum Panzer-Übungsgeschwader, das aufgrund des Besuches des Kaiserpaares anlässlich der Hochzeit von Sophie von Preußen und Kronprinz Konstantin von Griechenland vor Piräus lag. Anschließend lief der Aviso nach Konstantinopel zurück, um Vorbereitungen für den Besuch Kaiser Wilhelms II. beim osmanischen Sultan Abdülhamit II. zu treffen. Die Jahre 1890 bis 1892 waren durch den Stationsalltag geprägt und wiesen keine besonderen Ereignisse auf. Während einer Griechenlandreise im Jahr 1893 zwang ein Maschinenschaden die Loreley zum Werftaufenthalt in Salamis.
Im Mai 1894 nahm die Loreley gemeinsam mit Stationären anderer Seemächte an der Eröffnung des Sulinaarmes als Wasserstraße zum Schwarzen Meer teil, die in Gegenwart des rumänischen Königs Karl I. stattfand. Im Juni und Juli folgten zunächst eine Fahrt durch die Kykladen und Bodenuntersuchungen in Alexandria. Am 10. Juli war der Aviso an seinem Liegeplatz zurück. Die Loreley lief am 6. Oktober zu einer Rundreise durch das Schwarze Meer aus, zu der sich der deutsche Marineattaché für Russland, Kapitänleutnant Eugen Kalau vom Hofe, an Bord eingeschifft hatte. Während dieser Fahrt wurden auch russische Häfen angelaufen, was dem Deutschen Reich durch den Pariser Friedensvertrag aus dem Jahr 1856 erlaubt war. Der Empfang durch die russischen Behörden war jedoch eher unfreundlich. Dies lag unter anderem an den politischen Spannungen zwischen dem Zarenreich und Großbritannien, als dessen Verbündeter das Deutsche Reich seinerzeit noch angesehen wurde.
Die Loreley unternahm im Jahr 1895 mehrfach Landungen an der türkischen Küste, um die deutschen Interessen während der herrschenden Unruhen unter der armenischen Bevölkerung zu wahren. Insgesamt hielt sich das Deutsche Reich, insbesondere im Vergleich mit den anderen Großmächten, aber zurück, da es sich nicht in die noch immer bestehende Orientfrage zu Ungunsten des Osmanischen Reiches einmischen wollte. Zudem hätte neben der Schulfregatte Moltke lediglich die Hagen, die sich vor Tanger aufhielt, als Verstärkung zur Verfügung gestanden. Im Frühjahr 1896 unternahm die Loreley nochmals eine Rundreise, bei der verschiedene Schwarzmeerhäfen angelaufen wurden. Da das Schiff inzwischen stark abgenutzt war, erfolgte am 7. September die Außerdienststellung in Konstantinopel.

### Verbleib
Bereits am 10. August 1896 war die Streichung der Loreley aus der Liste der Kriegsschiffe mit Wirkung ihrer Außerdienststellung verfügt worden. Die Besatzung des Avisos trat die Heimreise an, die, ebenso wie bei den Ablösungen in den Jahren zuvor, auf Donau-Dampfern erfolgte. Ein Wachkommando übernahm die Aufsicht über die Loreley. Am 23. Oktober erfolgte der Verkauf des Radavisos. Sein weiterer Verbleib ist unbekannt.
Anfang des Jahres 1896 hatte die Kaiserliche Marine die 1885 auf der schottischen Werft D. & W. Henderson & Company vom Stapel gelaufene Dampfyacht Mohican angekauft. Diese wurde durch eine Kabinettsorder am 5. Mai zum neuen Stationär für Konstantinopel bestimmt und erhielt vorübergehend die Bezeichnung Ersatz Loreley. Unter diesem Namen wurde das Schiff am 6. August in Dienst gestellt und erreichte am 7. September ihren Bestimmungsort. Mit der am selben Tag erfolgten Außerdienststellung des alten Stationsschiffs ging dessen Namen an seinen Nachfolger über. Die zweite Loreley diente bis 1918 als Stationstender im Mittelmeer.

## Technik
Die Loreley wurde ursprünglich als Querspant-Kraweelbau und komplett aus Holz ausgeführt. Zum Schutz der Beplankung wurde der Rumpf mit einem Kupferbeschlag versehen. Die Konstruktionsverdrängung wurde mit 430 t berechnet, die maximale Verdrängung lag bei 470 t. Das Schiff war insgesamt 47,08 m lang, wobei die Konstruktionsverdrängung 43,34 m maß. Der Schiffsrumpf war, ohne die Radkästen, bis zu 6,6 m breit, der Tiefgang bei maximaler Verdrängung belief sich auf 2,5 m vorn und 3,02 m achtern.
Während des Umbaus von 1870 bis 1873 erhielt die Loreley einen neuen eisernen Rumpf, jedoch weiterhin mit kupferbeschlagener Holzbeplankung. Neu war die wasserdichte Unterteilung des Rumpfes durch sechs Querschotte. Die Breite des Rumpfes blieb gleich, jedoch verringerten sich die Konstruktionslänge auf 42,84 m und die Gesamtlänge auf 46,6 m. Der Tiefgang änderte sich nur geringfügig auf 2,51 m vorn und 3,05 m achtern. Die konstruktive Verdrängung des Umbaus belief sich auf 395 t, maximal verdrängte die Loreley ab 1873 450 t.
Die Besatzung wies eine Sollstärke von insgesamt 65 Mann auf. Neben vier Offizieren gehörten ihr 61 Unteroffiziere und Mannschaften an. Ab 1873 verringerte sich die Besatzungszahl auf 57 Mann, wobei die Zahl der Offizier gleich blieb.
Die Loreley galt als gutes Seeschiff. Nachteilig waren lediglich die schlechte Steuerbarkeit und der große Fahrtverlust bei querlaufender See. Dafür war jedoch der Fahrtverlust gegensee nur gering.

### Antriebsanlage
Die Antriebsanlage der Loreley war mittschiffs in je einem separaten Kessel- und Maschinenraum untergebracht. Es befand sich ein Kofferkessel der AG Vulcan Stettin an Bord, der über zwei Feuerungen verfügte und einen Dampfdruck von 1,6 atü erzeugte. Die Maschinenanlage bestand aus einer stehend angeordneten, oszillierenden Zweizylinder-Dampfmaschine, die mit einfacher Dampfdehnung arbeitete. Die Maschine erzeugte eine Leistung von maximal 350 PSi und wirkte auf die beiden seitlichen Antriebsräder. Diese besaßen jeweils 24 Schaufeln und hatten einen Durchmesser von 5,36 m. Die Antriebsanlage ermöglichte der Loreley eine Höchstgeschwindigkeit von 10,5 kn.
Während des großen Umbaus 1870/73 wurde die Antriebsanlage unverändert übernommen. Dennoch konnte die alte Höchstgeschwindigkeit nicht mehr erreicht werden, fortan waren lediglich 9,1 kn möglich. Bei dieser Geschwindigkeit reichte der mitgeführte Brennstoffvorrat von 34 t Kohle für eine Fahrtstrecke von 450 sm. Erst im Zuge der Ausrüstung zum Stationär erhielt die Loreley Anfang des Jahres 1879 einen neuen Kofferkessel. Dieser verfügte über drei Feuerungen und erzeugte einen Dampfdruck von 2 atü.

### Takelage
Zur Unterstützung der Antriebsanlage war die Loreley mit einer Takelage ausgerüstet. Der Aviso war als Gaffelschoner geriggt und verfügte über eine Segelfläche von insgesamt 310 m² an zwei Masten. Im Zuge des Umbaus wurde die Segelfläche auf 200 m² reduziert. Ein Fahren allein unter Segeln war nicht möglich, die Takelage hatte lediglich Stützwert.

### Bewaffnung
Als ursprüngliche Bewaffnung waren zwei lange 12-Pfünder vorgesehen. Für diese Kanonen hatte die Loreley einen Munitionsvorrat von 240 Schuss an Bord. Im Zuge des Umbaus wurden die alten Geschütze durch drei modernere Ringkanonen ersetzt. Die Hauptbewaffnung stellte dabei eine 12,5-cm-L/23-Ringkanone dar, die eine maximale Schussweite von 5,2 km erreichte. Weiterhin kamen zwei 8-cm-L/23-Ringkanonen an Bord. Für das größere Geschütz wurden 142 Schuss, für die beiden kleineren 190 Schuss Munition mitgeführt.

## Kommandanten
| Herbst 1859                        | Leutnant zur See I. Klasse Heinrich Köhler                                             |
| 23. Juli 1860 bis Juni 1861        | Korvettenkapitän Hans Kuhn                                                             |
| Juni 1861 bis 7. August 1862       | Leutnant zur See II. Klasse Otto Livonius                                              |
| 21. Februar bis September 1864     | Leutnant zur See II. Klasse / Leutnant I. Klasse / Kapitänleutnant Alexander von Monts |
| September 1864                     | Unterleutnant zur See Fritz von Lindequist (in Vertretung)                             |
| 24. Mai bis 23. Oktober 1865       | Leutnant zur See Max Jung                                                              |
| 3. April bis 10. November 1866     | Kapitänleutnant Ratzeburg                                                              |
| 24. April bis 26. Oktober 1867     | Korvettenkapitän Paul Grapow                                                           |
| 21. April bis 6. Mai 1868          | Korvettenkapitän Paul Grapow                                                           |
| 13. Juli bis 1. November 1868      | Korvettenkapitän Paul Grapow                                                           |
| 16. April bis 3. November 1873     | Kapitänleutnant Victor Sattig                                                          |
| 17. März 1874 bis Oktober 1875     | Kapitänleutnant Heinrich Leopold Graf von Reichenbach                                  |
| Oktober 1875 bis März 1877         | Kapitänleutnant Karl von Reibnitz                                                      |
| März 1877 bis Juni 1878            | Kapitänleutnant Rudolph Dautwiz                                                        |
| Juni bis September 1878            | Korvettenkapitän Fritz von Lindequist                                                  |
| September 1878 bis 23. Januar 1879 | Kapitänleutnant Rudolph Dautwiz                                                        |
| 1. Juli 1873 bis April 1881        | Kapitänleutnant Friedrich von Wietersheim                                              |
| April 1881 bis September 1883      | Kapitänleutnant / Korvettenkapitän Walther Koch                                        |
| September 1883 bis September 1885  | Kapitänleutnant / Korvettenkapitän Rudolf Rittmeyer                                    |
| September 1885 bis März 1887       | Kapitänleutnant Draeger                                                                |
| März 1887 bis April 1889           | Kapitänleutnant Emil von Lyncker                                                       |
| April 1889 bis März 1891           | Kapitänleutnant / Korvettenkapitän Otto von Henk                                       |
| März 1891 bis März 1893            | Kapitänleutnant / Korvettenkapitän Friedrich von Moltke                                |
| März 1893 bis November 1894        | Kapitänleutnant / Korvettenkapitän Carl Grolp                                          |
| November 1894 bis September 1895   | Kapitänleutnant Erich Gühler                                                           |
| September 1895 bis September 1896  | Kapitänleutnant Joachim von Bredow                                                     |